# Dogali (ariete torpediniere)
Il Dogali era un ariete torpediniere della Regia Marina.

## Storia
La chiglia del nuovo incrociatore fu impostata presso Armstrong Whitworth il 13 febbraio 1885 e lo scafo completato fu varato il 23 dicembre dello stesso anno. La nave era stata originariamente ordinata dalla Marina greca e doveva chiamarsi Salamis, ma fu acquistata dall'Italia durante la costruzione. Fu dapprima chiamata Angelo Emo, salvo poi essere ribattezzata Dogali (in omaggio ai caduti della battaglia da poco occorsa in Eritrea) prima di essere messa in servizio il 28 aprile 1887. Il 10 giugno iniziarono le manovre annuali della flotta; la Folgore fu assegnata alla "squadra di difesa", insieme alle corazzate Enrico Dandolo, Palestro, Castelfidardo e Affondatore, all'incrociatore torpediniere Folgore e a diverse navi minori. La prima metà delle manovre mise alla prova la capacità di attaccare e difendere lo stretto di Messina e si concluse in tempo per la rivista navale da parte del re Umberto I il 21. Nel 1890 il Dogali partecipò alle manovre annuali della flotta nella Prima Squadra, insieme alla corazzata Lepanto, all'ariete torpediniere Piemonte e a diverse torpediniere. Le esercitazioni si svolsero nel mar Tirreno, dove la Prima Squadra aveva il compito di difendersi da una squadra "nemica" in attacco.
Il Dogali e gli incrociatori protetti Etna e Giovanni Bausan rappresentarono l'Italia alla rivista navale internazionale di New York, tenutasi all'inizio della Fiera Colombiana di Chicago nel 1893. Alla celebrazione parteciparono anche contingenti di Francia, Germania, Gran Bretagna, Spagna e molte altre nazioni. Più tardi, nello stesso anno, il Dogali e il Giovanni Bausan furono presenti a Rio de Janeiro durante la Revolta da Armada (Rivolta della Marina), insieme agli incrociatori di Gran Bretagna, Francia, Germania, Spagna e Argentina. Le navi da guerra straniere erano tutte incaricate di proteggere gli interessi delle rispettive nazioni nell'area. Dopo essere tornata in Italia nel 1893, fu assegnata al 3º Reparto, di stanza a Venezia, dove rimase fino all'anno successivo. Il 1º febbraio 1897 il Dogali fu assegnato alla Squadra Incrociatori della flotta principale italiana, insieme agli incrociatori Marco Polo, Umbria e Liguria. Nello stesso anno, navigò al largo delle coste orientali del Sud America in compagnia dell'Umbria. Rimase nella Squadra Incrociatori fino al 1903, quando l'unità comprendeva anche gli incrociatori corazzati Vettor Pisani, Giovanni Bausan e l'incrociatore protetto Etruria.
Nel maggio 1904 il Dogali lasciò il Mediterraneo alla volta di una campagna oceanica nelle Antille, nella Guiana e in Amazzonia. Il 14 dicembre 1904 salpò dal porto brasiliano di Belém e risalì il Rio delle Amazzoni toccando gli scali di Santarém, Óbidos e Manaus. Il 25 gennaio la nave raggiunse la città peruviana di Iquitos e quattro giorni dopo gettò l'ancora nel porto di Santa Fe, lungo il fiume Marañón, impossibilitato ad andare avanti a causa della bassa profondità. Complessivamente il Dogali percorse circa 8500 km nella regione amazzonica, un'impresa mai più eguagliata da una nave dalle caratteristiche simili.
Nel 1906, mentre era in crociera nelle acque del Nord America, il Dogali si fermò ai cantieri navali di Pensacola, dove fece manutenzione ai motori. Più tardi, nello stesso anno, partecipò a una cerimonia a Capitán Pastene, in Cile, un villaggio fondato da immigrati italiani. Nel gennaio 1908, il governo italiano vendette il Dogali all'Uruguay. Fu quindi ribattezzato 25 de Agosto, data della dichiarazione di indipendenza del paese sudamericano. All'epoca era la più grande nave da guerra della Marina uruguaiana. Nel 1910 la fu ribattezzato Montevideo. Fu messa in disarmo nel 1914, ma rimase nell'inventario della Marina uruguaiana fino al 1932, quando il vecchio incrociatore fu venduto per essere smantellato.